# Вятка (река)
Вя́тка (луговомар. Виче, горномар. Вичӹ, удм. Ватка́, тат. Нократ) — река в Европейской части России, крупнейший правый приток Камы (бассейн Волги) и второй по величине после Белой.
Длина реки — 1314 км, площадь водосборного бассейна — 129 000 км².
От гидронима реки происходит предыдущее название столицы Кировской области — город Вятка (ныне Киров).

## Этимология

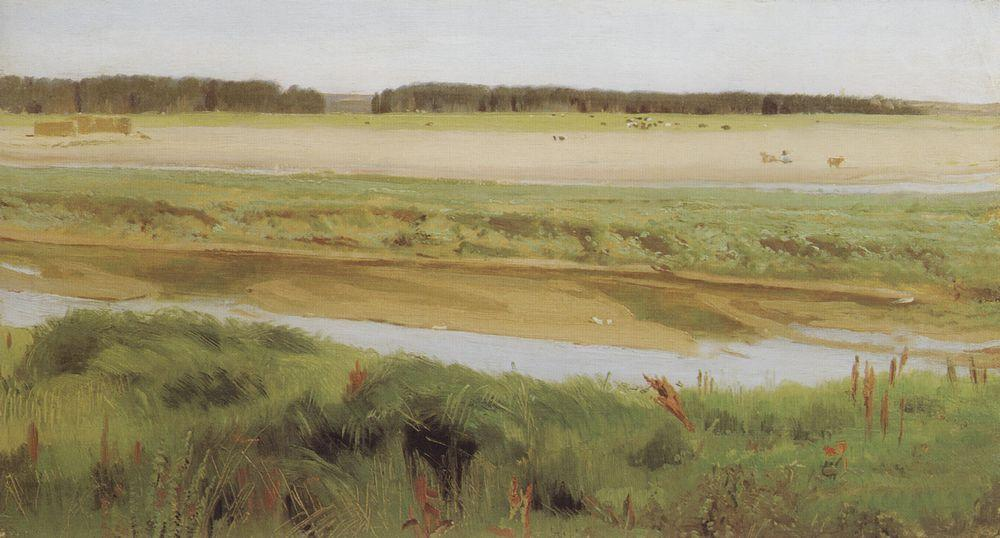
«Река Вятка». Виктор Васнецов, 1878 год

Точное происхождение гидронима «Вятка» неизвестно. В удмуртской историографии поддерживается гипотеза о том, что гидроним произошёл от названия удмуртского «племени» (на самом деле — территориально-земляческой группы) Ватка́.
Эта версия оспаривается на том основании, что в финно-угорских языках нет мягкого в (в'), а русское в перед а никогда не подвергается палатализации (не смягчается). Удмуртское название реки — Ватка́ (если бы оно было заимствовано русскими) так и звучало бы на русском Ватка, как, например, слово вата. По правилам удмуртского языка, в котором нет мягкого звука в, а ударение падает на последний слог, слово Вятка, заимствованное удмуртами у русских, должно звучать именно так: Ватка́. Поэтому название территориально-земляческой группы удмуртов Ватка само происходит от названия реки — др.-рус. Вѧтка.
Согласно наиболее распространённой на сегодняшний день версии Л. Н. Макаровой, название «Вятка» родственно древнерусскому слову вятше (вяче, вяще) «больше», и образовалось путём присоединения суффикса -ка, свойственного русским названиям рек. Соответственно, название Вятка переводится как «бо́льшая».
Топонимист В. Л. Васильев отмечает, что для новгородской топонимической традиции было характерно именование территории и её главного селения по водоёму, наименование которого всегда было исходным. В отличие от Л. Н. Макаровой, название реки Вятки он связывает с корнем *větъka «ветка дерева, ответвление чего-либо», преобразованным в кривичском диалекте, носители которого видимо были первыми славянскими колонизаторами Вятской земли.
Татарское название Вятки — Нократ — представляет собой искажённое Новгород (тат. Нукрат [йылгасы], буквально «Новгород[ская река]»). Связано это с тем, что Вятка была крупнейшей водной артерией, связывавшей Среднюю Волгу (Волжскую Булгарию, а затем Казанское ханство) с Сухоно-Вычегодским речным путём и, соответственно, с Новгородской землёй. Выведение татарского названия реки из перс. نقره‎ noqrah «серебро» является народной этимологией.

## География

Схема бассейна Вятки

Начинается на Верхнекамской возвышенности на севере Удмуртии у ж.-д. разъезда Перелом. Впадает в Каму в 17 км ниже города Мамадыш. Высота истока — 240 м над уровнем моря. Высота устья — 53,1 м над уровнем моря.
Для Вятки характерны резкие изменения направления течения (с севера на юго-запад, а затем на юго-восток) и большая извилистость на всём протяжении. В верхнем и среднем течении образует рукава и старицы. Вятка — типично равнинная река, текущая большей частью в широкой долине с пологими склонами. В низовьях расширенные и суженные участки долины чередуются через 1—5 км. Много перекатов.

### Гидрология
Питание главным образом снеговое. Средний годовой расход воды 890 м³/с. Замерзает в первой половине ноября, вскрывается во второй половине апреля.
| Средний расход воды (м³/с) реки Вятка по месяцам с 1918 по 1985 гг. (замеры производились на гидрологическом посту в районе г. Вятские Поляны) |

### Притоки
Наиболее крупные притоки: справа — Белая, Кобра, Летка, Великая, Молома, Пижма, Шошма, Уржумка; слева — Белая Холуница, Чепца, Быстрица, Воя, Кильмезь.
Список притоков от устья к истоку (указано расстояние от устья):
- 15 км: Анзирка (лв)
- 15,5 км: Обиняк (лв)
- 17 км: Ошма (пр)
- 20 км: Вершинка (пр)
- 25 км: Арпач (лв)
- 82 км: Люга (лв)
- 86 км: Пыжманка (лв)
- 158 км: Шошма (пр)
- 222 км: Кильмезь (лв)
- 262 км: Уржумка (пр)
- 283 км: Буй (пр)
- 300 км Воя (лв)
- 343 км: Большая Ситьма (лв)
- 400 км: Пижма (пр)
- 544 км: Молома (пр)
- 626 км: Быстрица (лв)
- 642 км: Великая (пр)
- 663 км: Медянка (пр)
- 690 км: Плоская (пр)
- 693 км: Сандаловка (пр)
- 694 км: Хлыновка (лв)
- 698 км: Никулинка (Рубежица) (пр)
- 709 км: Полой (лв)
- 715 км: Большая Просница (Просница) (лв)
- 738 км: Чепца (лв)
- 744 км: Пукач (Пукачка) (лв)
- 759 км: Ужоговица (лв)
- 762 км: Белая Холуница (лв)
- 767 км: Спировка (Крутец) (пр)
- 782 км: Сверчиха (пр)
- 789 км: Плесница (лв)
- 804 км: Летка (пр)
- 816 км: Озерница (пр)
- 838 км: Турунка (лв)
- 840 км: Орловица (Большая Орловица) (пр)
- 862 км: Васильковка (лв)
- 864 км: Осётровка (лв)
- 869 км: Иванцовка (лв)
- 875 км: Ефановка (пр)
- 890 км: Язинка (лв)
- 899 км: Вобловица (пр)
- 901 км: Осиновка
- 921 км: Кобра (пр)
- 939 км: Осем (лв)
- 950 км: Липовка
- 956 км: Солоная (пр)
- 959 км: Горевка (лв)
- 969 км: Чёрная Холуница (лв)
- 973 км: Бебеха (Большая Бебеха) (пр)
- 982 км: Карканка (лв)
- 984 км: Захариха (лв)
- 993 км: Черница
- 997 км: Подрезчиха (пр)
- 1004 км: Сумчина (пр)
- 1013 км: Елга (лв)
- 1016 км: Берёзовка
- 1027 км: Чернушка
- 1039 км: Лоевка (пр)
- 1044 км: Плоска (лв)
- 1057 км: Гремячка (лв)
- 1065 км: Большая Чудовая (Чудовка) (пр)
- 1067 км: Большая Туеска (пр)
- 1078 км: Волосницкий канал
- 1086 км: Барановка
- 1086 км: Получумкосна (пр)
- 1100 км: Никитинка (Сухала) (лв)
- 1101 км: Бартемка (лв)
- 1131 км: Большая Лекма (лв)
- 1154 км: Чёрная
- 1160 км: Песковка (пр)
- 1170 км: Леневка (пр)
- 1172 км: Таволжанка (лв)
- 1183 км: Медведевка (лв)
- 1196 км: Большая Озерница (лв)
- 1198 км: Филипповка (лв)
- 1201 км: Белозёрка (пр)
- 1213 км: Осиновка
- 1219 км: Малая Белая
- 1222 км: Белая (пр)
- 1225 км: Большая Бисера (лв)
- 1233 км: Омутная (лв)
- 1238 км: Перьмянка (Пермянка)
- 1249 км: Верхняя Конинская (лв)
- 1260 км: Струговая (лв)
- 1266 км: Холуная (лв)
- 1276 км: Морозовка (лв)
- 1293 км: Бадьяшур (лв)
- Седмикча (пр)

## Хозяйственное использование

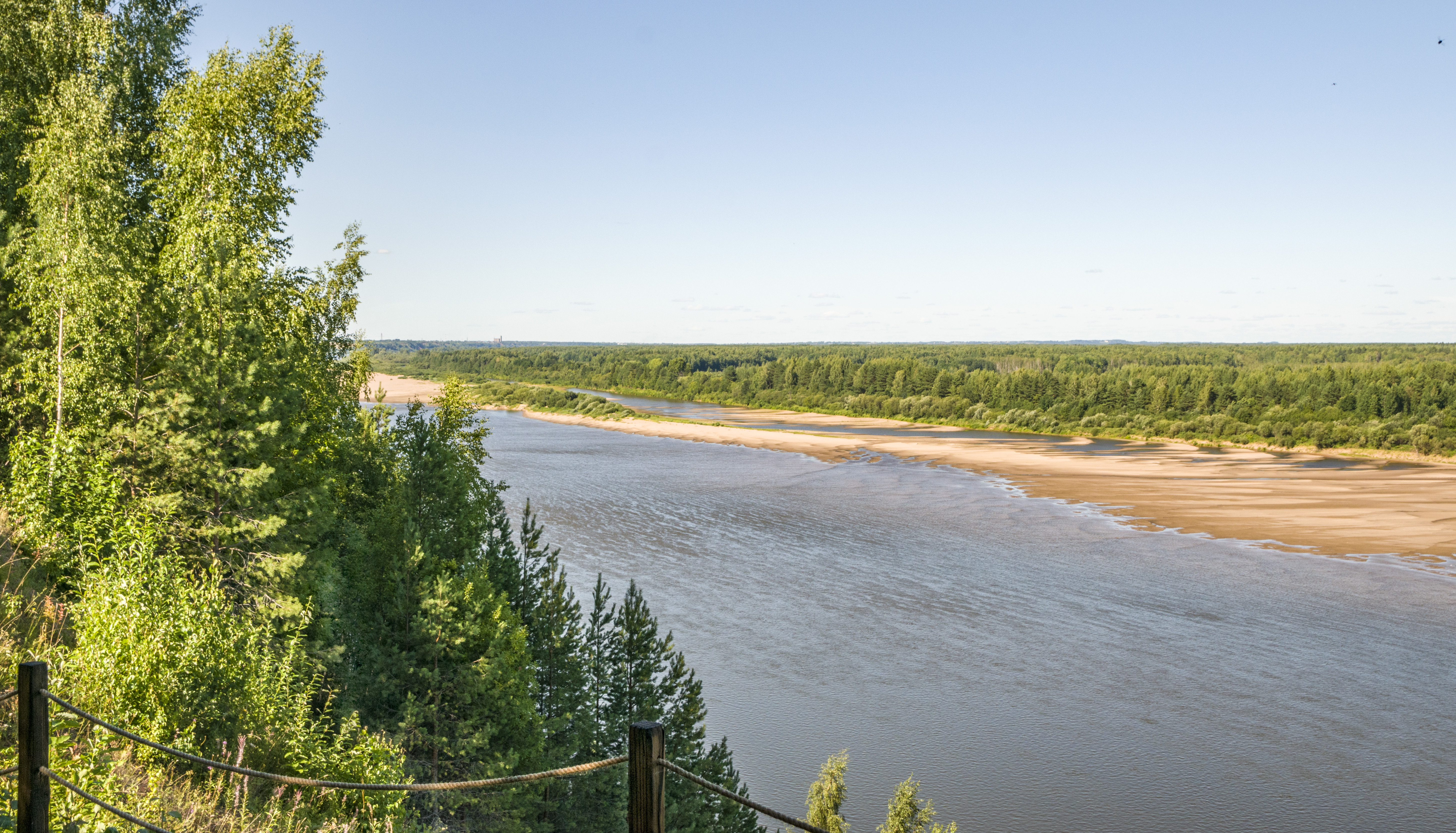
Вятка с Сокольей горы в Котельническом районе

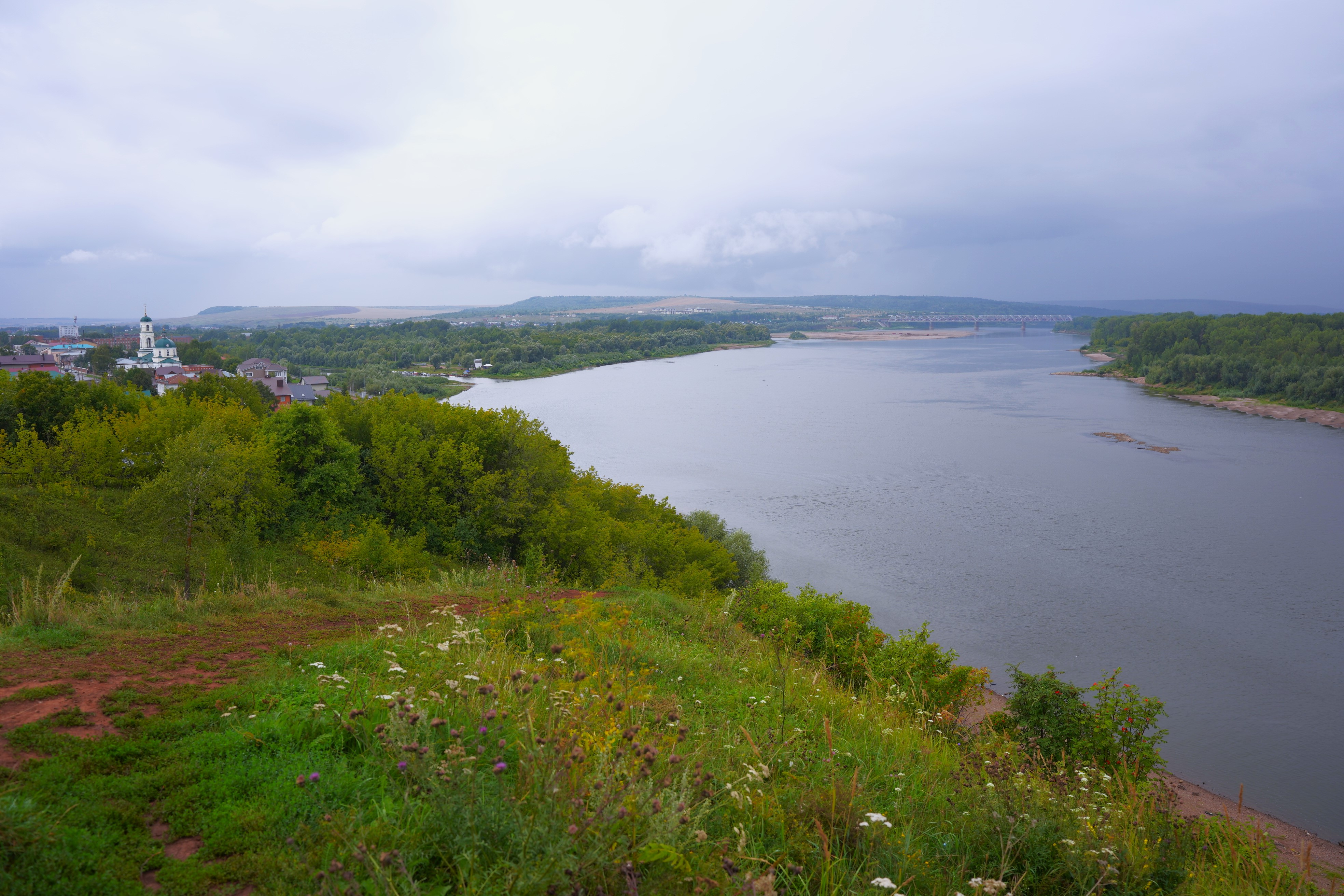
Река Вятка у города Вятские Поляны

Сплавная река. Регулярное судоходство до города Кирова (685 км от устья), весной до посёлка Подрезчиха (986 км). Главные пристани: Киров, Котельнич, Советск, Вятские Поляны.
В 1874 году началось регулярное судоходное движение на Вятке.
Вятка богата рыбой: лещ, плотва, линь, чехонь, сом, щука, окунь, судак, карась, стерлядь и др.

## Населённые пункты
Вятка является главной рекой Кировской области, на её берегах расположена большая часть городов региона: Слободской, Кирово-Чепецк, Киров, Орлов, Котельнич, Советск, Вятские Поляны, Сосновка, а также Мамадыш (Татарстан). На притоках, в нескольких километрах от мест их впадения в Вятку, расположены города Омутнинск, Кирс, Нолинск, Уржум, Малмыж.

#### Мосты через Вятку
(от устья до Омутнинска):
- мост у г. Мамадыш (автодорога М-7),
- мост у г. Вятские Поляны (а/д Казань — Можга),
- ж.-д. мост у г. Вят. Поляны (линия Казань — Екатеринбург),
- наплавной автомобильный мост у с. Гоньба (Малмыжский район Кировской обл.),
- мост у д. Буйский Перевоз (а/д Киров — Вят. Поляны),
- мост в г. Советск (а/д Киров — Советск),
- ж.-д. мост у г. Котельнич (линия Москва — Пермь),
- ж.-д. мост у Гирсово (линия Киров — Котлас),
- Новый и Старый мосты в г. Киров (к а/д на Ярославль, Сыктывкар, Пермь),
- мост в г. Слободской (а/д Киров — Пермь),
- мост деревянный «балочный многопролетный» у п. Подрезчиха,
- мост у г. Кирс (а/д Киров — Кирс),
- ж.-д. мост на линии Яр — Кирс,
- мост у п. Белореченск,
- мост у г. Омутнинск (а/д Киров — Пермь).